# Passiflora chocoensis
Passiflora chocoensis G. Gerlach & Ulmer – gatunek rośliny z rodziny męczennicowatych (Passifloraceae Juss. ex Kunth in Humb.). Występuje endemicznie w Panamie oraz zachodniej Kolumbii. 

## Morfologia
PokrójZdrewniałe, trwałe, mniej lub bardziej owłosione liany.
LiściePotrójnie klapowane, rozwarte lub ostrokątne u podstawy. Mają 9–13 cm długości oraz 7–9,2 cm szerokości. Całobrzegie, z tępym lub ostrym wierzchołkiem. Ogonek liściowy jest owłosiony i ma długość 30–40 mm. Przylistki są prawie nerkowate, mają 14–18 mm długości.
KwiatyPojedyncze. Działki kielicha są lancetowate, białawe lub fioletowe, mają 3,1–3,3 cm długości. Płatki są lancetowate, fioletowe lub purpurowe, mają 2,9–3 cm długości. Przykoronek ułożony jest w 2–3 rzędach, purpurowofioletowy, ma 3–17 mm długości.
OwoceSą eliptycznie owalnego kształtu. Mają 8–9,5 cm długości i 4,3–5,7 cm średnicy.